# Lisburn
Lisburn (irl. Lios na gCearrbhach) – miasto w Irlandii Północnej, położone na południowy zachód od Belfastu. Miasto leży na granicy hrabstw Antrim i Down, przebiegającej przez rzekę Lagan. W 2011 roku miasto liczyło 45 370 mieszkańców.
W mieście znajduje się stacja kolejowa Lisburn.